# Tønder Festival
Il Tønder Festival è un festival musicale dedicato al folk che si tiene annualmente dal 1975 nella località danese di Tønder nell'ultimo fine settimana di agosto.
Fin dagli inizi la manifestazione è stata considerata uno dei più importanti festival della musica folk europea, sia tradizionale che moderna. Vi partecipano diversi artisti internazionali, provenienti per lo più da Irlanda, Scozia, Canada, Stati Uniti, Inghilterra e Scandinavia.
Si stima ci siano stati più di 2000 volontari operanti nell'edizione del 2008.